# Alcotana

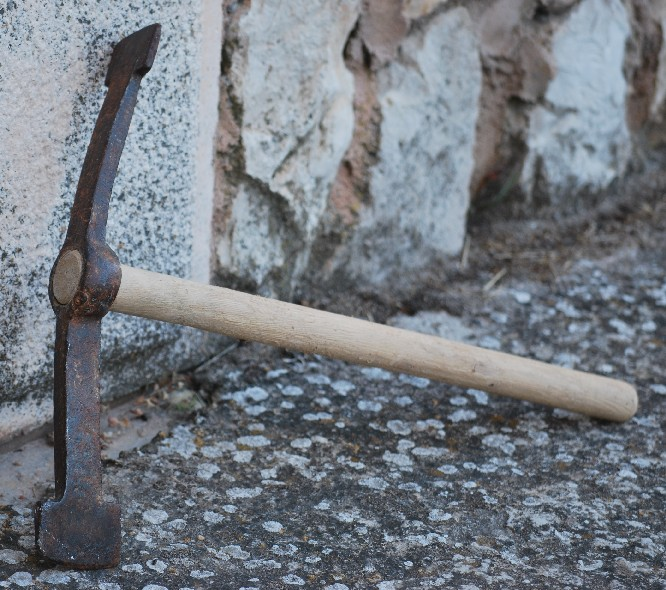
Alcotana de principios del

La alcotana (así llamada por su forma parecida a un alcotán) es una herramienta de albañilería dedicada especialmente al desbaste y a rozar paredes. Muy usada para quitar el yeso de las paredes antes de realizar otro trabajo.  
Una alcotana típica consiste en un mango de madera, de longitud algo mayor que el de un martillo convencional, en uno de cuyos extremos, ajustada mediante un anillo, se dispone transversalmente una pieza de hierro que presenta dos extremos aptos para el trabajo: uno con forma de hacha y otro con forma de azuela.
Las alcotanas puede aparecer también con alguna variante respecto de lo anterior: por ejemplo, en vez del extremo de corte pueden presentar un extremo de martillo, mazo o de piqueta. En tal caso, recibe el nombre de alcotana de dos manos (para la de mayor tamaño) o alcotana de mano (para la piquetilla).
Este último modelo, la alcotana de mano,en su forma de alcotana pala-martillo, se usa tradicionalmente en España como herramienta de acampada por los Scouts y por la Organización Juvenil Española. En los campamentos españoles la alcotana suele ser el martillo habitual del acampado, el cual suele usar la azuela de la alcotana para excavar en la tierra o para cortar el hielo y la nieve.